# Club Atlético Boca Juniors 2019-2020
Questa voce raccoglie le informazioni riguardanti il Boca Juniors nelle competizioni ufficiali della stagione 2019-2020.

## Stagione
La stagione 2019-2020 è stata per il Boca Juniors la 109ª stagione consecutiva in Primera División, dopo la sua promozione dalla División Intermedia nel 1912. In questa stagione il Boca Juniors ha partecipato a ben cinque competizioni: la Superliga Argentina, la Coppa Argentina (a partire dai sedicesimi di finale), la Coppa Libertadores 2019 (dagli ottavi di finale), la Coppa Libertadores 2020 e la Copa de la Superliga. A causa dello scoppio della pandemia di Covid-19, la Coppa Libertadores 2020 è rimasta sospesa per diversi mesi, fino ad essere ripresa nel settembre 2020. La Copa de la Superliga è stata invece annullata dopo la disputa della prima giornata su decisione della AFA.

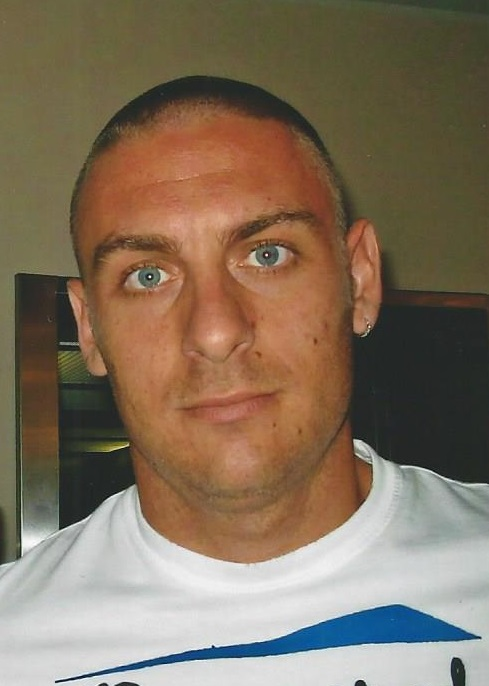
Il centrocampista italiano Daniele De Rossi.

Prima dell'inizio della stagione, il Boca Juniors è stato protagonista del calciomercato con diversi arrivi, fra cui quelli di Jan Hurtado, Alexis Mac Allister, Eduardo Salvio e Franco Soldano. L'arrivo più importante, e che ha attirato di più l'attenzione di pubblico e media, è stata comunque quella dell'italiano Daniele De Rossi. Il centrocampista italiano (campione del mondo nel 2006), è stato ingaggiato dal Boca dopo essersi liberato dalla Roma, dove De Rossi aveva giocato per ben diciotto anni.
Nella Coppa Argentina il Boca è uscito quasi subito. Dopo aver superato i trentaduesimi di finale nella stagione precedente, ai sedicesimi di finale gli Xeneizes hanno affrontato l'Almagro. Dopo essere passati in vantaggio con gol del neoarrivato De Rossi, l'Almagro è comunque riuscito a pareggiare grazie alla rete del Burrito Martínez (ex boquense). Ai successivi calci di rigore, gli errori dal dischetto di Mac Allister, Salvio e Hurtado hanno quindi condannato i gialloblu ad abbandonare la competizione.
Nella Coppa Libertadores 2019, il Boca Juniors ha dovuto di nuovo affrontare gli acerrimi rivali del River Plate (come successo nella precedente edizione della competizione, dove il Boca era uscito sconfitto in finale proprio ad opera dei Millinarios). Dopo aver superato l'Atletico Paranaense e la Liga de Quito rispettivamente agli ottavi e ai quarti di finale (senza subire mai gol), gli xeneizes si sono visti di nuovo costretti ad affrontare i biancorossi del River Plate in semifinale. Al Monumental, nella gara di andata, il River si è imposto per 2-0 (con reti di Santos Borré e del Nacho Fernández. Al ritorno, alla Bombonera, il gol di Jan Hurtado al 79º minuto ha acceso le speranze del Boca Juniors. Il forcing finale per segnare la seconda rete, necessaria per pareggiare le due subite nella gara di andata, non è comunque servito a nulla. Il Boca Juniors è quindi stato eliminato nuovamente dal River Plate. La sconfitta per mano del River Plate ha provocato le dimissioni dell'allenatore Gustavo Alfaro, sostituito da Miguel Ángel Russo (che aveva già allenato gli Xeneizes nel 2007, stagione nel quale era riuscito a vincere con il Boca la Coppa Libertadores).
L'8 dicembre 2019 si sono intanto tenute le elezioni per la carica di presidente del club. A vincere le elezioni, grazie anche all'appoggio di Juan Román Riquelme, è stato il tandem composto da Jorge Amor Ameal (presidente) e Mario Pergolini (vicepresidente), che ha conquistato il 53% dei consensi e ha quindi sconfitto nettamente la coppia Christian Gribaudo-Juan Carlos Crespi, espressione del presidente uscente Daniel Angelici. Quest'ultimo ha quindi abbandonato la carica il 13 dicembre 2019, dopo ben otto anni alla carica presidenziale degli Xeneizes. La nuova dirigenza ha deciso per integrare lo stesso Riquelme nel quadro societario, affidandogli il compito di secondo vice-presidente.
Dopo un campionato passato sempre inseguendo i rivali del River Plate, il 7 marzo 2020 il Boca Juniors è riuscito a vendicare la cocente sconfitta subita dai Millionarios in Coppa Libertadores. Dopo aver passato il campionato sempre inseguendo gli acerrimi rivali, all'ultima giornata il Boca è riuscito a battere il Gimnasia de La Plata per 1-0. Il contemporaneo pareggio del River Plate contro l'Atlético Tucumán ha regalato quindi al Boca Juniors il 69º titolo nazionale della sua storia, nonché il terzo titolo conquistato negli ultimi quattro campionati (oltre che il secondo vinto come allenatore del Boca Juniors per Miguel Ángel Russo).
Pochi giorni dopo la vittoria del campionato, la pandemia di Covid-19 è scoppiata in tutto il mondo. La CONMEBOL ha rinviato le partite previste per la Coppa Libertadores 2020 prima ad aprile e poi a settembre. In Argentina si era appena disputata la prima giornata della Copa de la Superliga (a porte chiuse, su ordine del governo federale). Qualche giorno dopo, la AFA si è decisa, insieme all'organizzatore della Superliga e al governo, a interrompere le attività del calcio argentino fino a nuova decisione. Dopo diversi mesi di quarantena obbligatoria in tutto il paese, e di incertezza sul ritorno delle attività calcistiche, il 4 agosto il governo, insieme alla AFA, ha concesso la possibilità di far riprendere gli allenamenti a tutte le squadre, ordinando però test obbligatori da effettuare 72 ore prima degli inizi degli allenamenti. Il Boca Juniors è quindi tornato ad allenarsi il 10 agosto 2020. Dai test obbligatori è risultato positivo al Covid-19 il centrocampista Agustín Almendra.

## Maglie e sponsor
Fino alla fine del 2019 lo sponsor tecnico del Boca Juniors è stato Nike.
| 1ª divisa | 2ª divisa |

Il 29 luglio 2019 l'assemblea dei soci ha approvato la proposta di fornitura tecnica da parte di Adidas, con la quale il Boca Juniors si è legato fino al 2029.
| 1ª divisa | 2ª divisa |

## Rosa 2019-20

### Rosa

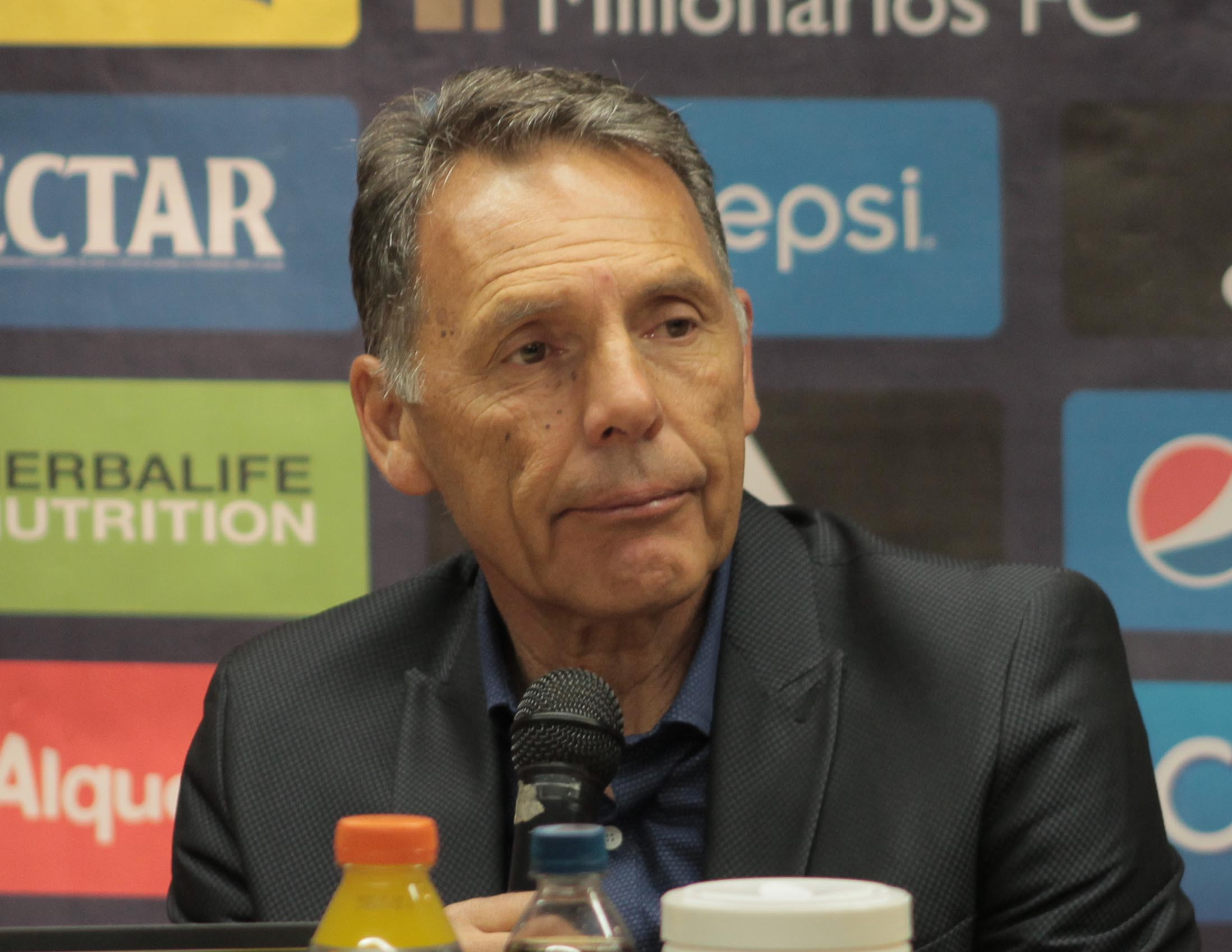
Miguel Ángel Russo, dopo aver rilevato Gustavo Alfaro sulla panchina del Boca Juniors, ha portato gli Xeneizes a vincere il campionato all'ultima giornata.

| N. |                      | Ruolo | Calciatore          |
| -- | -------------------- | ----- | ------------------- |
| 1  | Argentina (bandiera) | P     | Esteban Andrada     |
| 2  | Argentina (bandiera) | D     | Paolo Goltz         |
| 3  | Argentina (bandiera) | D     | Emanuel Más         |
| 4  | Argentina (bandiera) | D     | Julio Buffarini     |
| 5  | Perù (bandiera)      | D     | Carlos Zambrano     |
| 6  | Paraguay (bandiera)  | D     | Júnior Alonso       |
| 7  | Argentina (bandiera) | C     | Pol Fernández       |
| 8  | Argentina (bandiera) | C     | Alexis Mac Allister |
| 9  | Argentina (bandiera) | A     | Ramón Ábila         |
| 10 | Argentina (bandiera) | A     | Carlos Tévez        |
| 11 | Argentina (bandiera) | C     | Eduardo Salvio      |
| 12 | Argentina (bandiera) | P     | Marcos Díaz         |
| 13 | Argentina (bandiera) | D     | Kevin Mac Allister  |
| 14 | Argentina (bandiera) | C     | Nicolás Capaldo     |
| 15 | Argentina (bandiera) | D     | Leonardo Jara       |
| 16 | Argentina (bandiera) | C     | Aaron Molinas       |
| 17 | Colombia (bandiera)  | A     | Jan Hurtado         |
| 18 | Colombia (bandiera)  | D     | Frank Fabra         |

| N. |                      | Ruolo | Calciatore        |
| -- | -------------------- | ----- | ----------------- |
| 19 | Argentina (bandiera) | A     | Mauro Zárate      |
| 20 | Argentina (bandiera) | D     | Lisandro López    |
| 21 | Colombia (bandiera)  | C     | Jorman Campuzano  |
| 22 | Colombia (bandiera)  | A     | Sebastián Villa   |
| 23 | Argentina (bandiera) | C     | Iván Marcone      |
| 24 | Argentina (bandiera) | D     | Carlos Izquierdoz |
| 25 | Argentina (bandiera) | P     | Javier Bustillos  |
| 26 | Argentina (bandiera) | D     | Gastón Ávila      |
| 26 | Argentina (bandiera) | C     | Enzo Roldán       |
| 27 | Argentina (bandiera) | A     | Franco Soldano    |
| 28 | Argentina (bandiera) | P     | Manuel Roffo      |
| 30 | Argentina (bandiera) | C     | Emanuel Reynoso   |
| 34 | Argentina (bandiera) | A     | Agustín Obando    |
| 39 | Argentina (bandiera) | C     | Agustín Almendra  |
| 42 | Argentina (bandiera) | D     | Marcelo Weigandt  |
| 43 | Argentina (bandiera) | A     | Adrián Sánchez    |
| -- | Argentina (bandiera) | C     | Nahitan Nández    |
| -- | Italia (bandiera)    | C     | Daniele De Rossi  |

## Calciomercato

### Sessione invernale
| Acquisti | Acquisti           | Acquisti            | Acquisti                                |
| R.       | Nome               | da                  | Modalità                                |
| -------- | ------------------ | ------------------- | --------------------------------------- |
| P        | Agustín Rossi      | Dep. Antofagasta    | fine prestito (30.6.2019)               |
| D        | Gonzalo Goñi       | Agropecuario        | fine prestito (30.6.2019)               |
| D        | Agustín Heredia    | Godoy Cruz          | fine prestito (30.6.2019)               |
| C        | Nicolás Colazo     | Tigre               | fine prestito (30.6.2019)               |
| C        | Franco Cristaldo   | San Martín (SJ)     | fine prestito (30.6.2019)               |
| C        | Daniele De Rossi   | Roma                | svincolato                              |
| C        | Gonzalo Maroni     | Talleres (C)        | fine prestito (30.6.2019)               |
| C        | Alexis Messidoro   | Cerro Largo         | fine prestito (30.6.2019)               |
| C        | Guido Vadalá       | Univ. de Concepción | fine prestito (30.6.2019)               |
| A        | Nicolás Benegas    | Brown (A)           | fine prestito (30.6.2019)               |
| A        | Walter Bou         | Unión La Calera     | fine prestito (30.6.2019)               |
| A        | Jan Hurtado        | Gimnasia (LP)       | 6.75 milioni €                          |
| A        | Eduardo Salvio     | Benfica             | 7 milioni €                             |
| A        | Nazareno Solis     | San Martín (SJ)     | fine prestito (30.6.2019)               |
| A        | Marcelo Torres     | Banfield            | fine prestito (30.6.2019)               |
| C        | Alexis MacAllister | Brighton            | prestito (30.6.2020)                    |
| A        | Franco Soldano     | Olympiacos          | prestito oneroso 250 mila € (30.6.2020) |

| Cessioni | Cessioni         | Cessioni            | Cessioni                                                |
| R.       | Nome             | a                   | Modalità                                                |
| -------- | ---------------- | ------------------- | ------------------------------------------------------- |
| C        | Alexis Messidoro | -                   | rescissione del contratto                               |
| C        | Nahitan Nández   | Cagliari            | 18 milioni €                                            |
| D        | Tomás Pochettino | Talleres (C)        | fine prestito (30.6.2019) + cessione 50% del cartellino |
| A        | Darío Benedetto  | Olympique Marsiglia | 16 milioni €                                            |
| A        | Nicolás Benegas  | Def. de Belgrano    | cessione                                                |

### Sessione estiva
| Acquisti | Acquisti            | Acquisti        | Acquisti                              |
| R.       | Nome                | da              | Modalità                              |
| -------- | ------------------- | --------------- | ------------------------------------- |
| P        | Federico Abadía     | Talleres (C)    | fine prestito (31.12.2019)            |
| D        | Leonardo Jara       | D.C. United     | fine prestito (31.12.2019)            |
| D        | Nahuel Molina       | Rosario Central | fine prestito (31.12.2019)            |
| D        | Carlos Zambrano     | Dinamo Kiev     | 1,5 milioni €                         |
| D        | Lisandro López      | Benfica         | riscatto del cartellino (3 milioni €) |
| C        | Sebastián Pérez     | Barcelona SC    | fine prestito (31.12.2019)            |
| C        | Gonzalo Lamardo     | San Martín (T)  | fine prestito (31.12.2019)            |
| C        | Guido Vadalá        | Deportes Tolima | fine prestito (31.12.2019)            |
| C        | Guillermo Fernández | Cruz Azul       | inizio prestito (31.12.2020)          |

| Cessioni | Cessioni             | Cessioni               | Cessioni                             |
| R.       | Nome                 | a                      | Modalità                             |
| -------- | -------------------- | ---------------------- | ------------------------------------ |
| D        | Paolo Goltz          | -                      | rescissione del contratto            |
| D        | Kevin MacAllister    | Argentinos Juniors     | fine prestito (31.12.19)             |
| D        | Santiago Ramos Mingo | Barcellona B           | cessione gratuita                    |
| C        | Daniele De Rossi     | -                      | rescissione del contratto            |
| C        | Alexis MacAllister   | Brighton               | interruzione del prestito (800000 €) |
| C        | Guido Vadalá         | Charlotte Independence | cessione gratuita                    |
| C        | Gonzalo Lamardo      | Cerro Largo            | inizio prestito (31.12.2020)         |
| C        | Adrián Sánchez       | Cerro Largo            | inizio prestito (31.12.2020)         |

## Primera División

### Classifica
| Pos. | Squadra            | Pt | G  | V  | N | P | GF | GS | DR  |
| ---- | ------------------ | -- | -- | -- | - | - | -- | -- | --- |
| 1.   | Boca Juniors       | 48 | 23 | 14 | 6 | 3 | 35 | 8  | +27 |
| 2.   | River Plate        | 47 | 23 | 14 | 5 | 4 | 41 | 18 | +23 |
| 3.   | Argentinos Juniors | 39 | 23 | 10 | 9 | 4 | 22 | 17 | +5  |
| 4.   | Vélez Sarsfield    | 36 | 22 | 10 | 6 | 6 | 24 | 14 | +10 |
| 5.   | Defensa y Justicia | 36 | 23 | 10 | 6 | 7 | 26 | 18 | +8  |

#### Risultati
| Arbitro: | Diego Abal |

|          |           |  |
| 8’ Pavón | Marcatori |  |

| Arbitro: | Fernando Rapallini |

|  |           |                     |
|  | Marcatori | Salvio 5’ Tévez 15’ |

| Arbitro: | Mauro Vigliano |

|                      |           |  |
| 34’ Tévez 77’ Salvio | Marcatori |  |

| Arbitro: | Fernando Echenique |

|  |           |            |
|  | Marcatori | Soldano 1’ |

| Buenos Aires 1 settembre 2019, ore 17:00 UTC-4 5ª giornata | River Plate        | 0 – 0 referto | Boca Juniors | Stadio monumentale Antonio Vespucio Liberti\| Arbitro: \| Fernando Rapallini \| |
| Arbitro:                                                   | Fernando Rapallini |               |              |                                                                                 |

| Arbitro: | Facundo Tello |

|            |           |  |
| 3’ Reynoso | Marcatori |  |

| Arbitro: | Mauro Vigliano |

|  |           |                            |
|  | Marcatori | L. López 43’ Hurtado 90+2’ |

| Arbitro: | Darío Herrera |

|                |           |                 |
| 30’ Izquierdoz | Marcatori | Insaurralde 79’ |

| Arbitro: | Pablo Echavarría |

|  |           |              |
|  | Marcatori | Almendra 18’ |

| Arbitro: | Fernando Echenique |

|  |           |             |
|  | Marcatori | Zaracho 27’ |

| Arbitro: | Fernando Rapallini |

|                           |           |                   |
| 8’ Sand 48’ Carlos Auzqui | Marcatori | Zárate 34’ (rig.) |

| Arbitro: | Pablo Echavarría |

|                                                    |           |               |
| 15’ Tévez 43’ Ábila 49’ Fabra 88’ Zárate 90’ Fabra | Marcatori | Á. Suárez 86’ |

| Buenos Aires 10 novembre 2019, ore 20:00 UTC-4 13ª giornata | Vélez Sarsfield  | 0 – 0 referto | Boca Juniors | Stadio José Amalfitani\| Arbitro: \| Patricio Loustau \| |
| Arbitro:                                                    | Patricio Loustau |               |              |                                                          |

| Arbitro: | Facundo Tello |

|                              |           |  |
| 2’ Ábila 55’ A. Mac Allister | Marcatori |  |

| Arbitro: | Andrés Merlos |

|           |           |           |
| 28’ Ábila | Marcatori | Silva 53’ |

| Arbitro: | Diego Abal |

|           |           |  |
| 16’ Ribas | Marcatori |  |

| Buenos Aires 26 gennaio 2020, ore 21:45 UTC-4 17ª giornata | Boca Juniors       | 0 – 0 referto | Independiente | Stadio Alberto José Armando\| Arbitro: \| Fernando Echenique \| |
| Arbitro:                                                   | Fernando Echenique |               |               |                                                                 |

| Arbitro: | Fernando Rapallini |

|             |           |                     |
| 80’ Valoyes | Marcatori | Villa 13’ Tévez 63’ |

| Arbitro: | Mauro Vigliano |

|                         |           |  |
| 22’ Soldano 90+5’ Ábila | Marcatori |  |

| Arbitro: | Facundo Tello |

|  |           |                                         |
|  | Marcatori | Tévez 3’ Salvio 25’ Tévez 52’ Villa 58’ |

| Arbitro: | Nicolás Lamolina |

|                                 |           |  |
| 18’ Tévez 82’ Salvio 86’ Salvio | Marcatori |  |

| Arbitro: | Diego Abal |

|  |           |                                              |
|  | Marcatori | Fernández 56’ Salvio 73’ Tévez 75’ Ábila 85’ |

| Arbitro: | Facundo Tello |

|           |           |  |
| 71’ Tévez | Marcatori |  |

## Coppa Superliga
A seguito dello scoppio della pandemia di COVID-19, la AFA ha annunciato la conclusione anticipata della manifestazione.

### Classifica Gruppo A
| Pos. | Squadra       | Pt | G | V | N | P | GF | GS | DR |
| ---- | ------------- | -- | - | - | - | - | -- | -- | -- |
| 1.   | Boca Juniors  | 3  | 1 | 1 | 0 | 0 | 4  | 1  | +3 |
| 2.   | San Lorenzo   | 3  | 1 | 1 | 0 | 0 | 3  | 1  | +2 |
| 3.   | Independiente | 3  | 1 | 1 | 0 | 0 | 1  | 0  | +1 |
| 4.   | Banfield      | 1  | 1 | 0 | 1 | 0 | 0  | 0  | 0  |
| 5.   | Gimnasia (LP) | 1  | 1 | 0 | 1 | 0 | 0  | 0  | 0  |

### Risultati
| Arbitro: | Darío Herrera |

|              |           |                                                      |
| 29’ Badaloni | Marcatori | Buffarini 7’ Salvio 31’ Izquierdoz 67’ Campuzano 89’ |

## Coppa Argentina

### Sedicesimi di finale
| Arbitro: | Silvio Trucco |

|                                     |                      |                      |
| 27’ De Rossi                        | Marcatori            | Martínez 81’         |
| Tévez A. MacAllister Hurtado Salvio | Tiri di rigore 1 – 3 | Denis Wilchez Coscia |

Il Boca Juniors viene eliminato dalla Coppa Argentina 2018-2019.

## Coppa Libertadores 2019

### Ottavi di finale
| Arbitro: | Daniel Fedorczuk |

|  |           |                     |
|  | Marcatori | A. Mac Allister 82’ |

| Arbitro: | Julio Bascuñán |

|                        |           |  |
| 56’ Ábila 90+4’ Salvio | Marcatori |  |

Il Boca Juniors si è qualificato ai quarti di finale della Coppa Libertadores 2019, con il risultato aggregato di 3-0.

### Quarti di finale
| Arbitro: | Wilmar Roldán |

|  |           |                                                |
|  | Marcatori | Ramón Ábila 10’ Reynoso 46’ Caicedo 80’ (aut.) |

| Buenos Aires 28 agosto 2019, ore 19:15 UTC-4 Ritorno | Boca Juniors   | 0 – 0 referto | LDU Quito | Stadio Alberto José Armando\| Arbitro: \| Wilton Sampaio \| |
| Arbitro:                                             | Wilton Sampaio |               |           |                                                             |

Il Boca Juniors si è qualificato per la semifinale di Coppa Libertadores 2019 con il risultato aggregato di 3-0.

### Semifinale
| Arbitro: | Raphael Claus |

|                                  |           |  |
| 6’ Santos Borré 69’ I. Fernández | Marcatori |  |

| Arbitro: | Wilton Sampaio |

|             |           |  |
| 79’ Hurtado | Marcatori |  |

Il Boca Juniors è stato eliminato dalla Coppa Libertadores 2019, con il risultato aggregato di 1-2.

## Coppa Libertadores 2020
Con lo scoppio della crisi mondiale pandemica di COVID-19, la CONMEBOL il 12 marzo 2020 ha deciso per la sospensione temporanea. Successivamente la stessa CONMEBOL ha posticipato il ritorno alle gare fino al 5 maggio. Al momento il Boca Juniors ha disputato due delle sei partite previste per la disputa del girone.
Il 10 luglio la CONMEBOL ha comunicato la decisione di voler riprendere la disputa della Coppa Libertadores 2020 a partire dal 15 settembre. Dal 14 al 25 ottobre si dovrebbero disputare le restanti partite dei gironi, per poi concludere la presente edizione entro gennaio 2021.

### Fase a gironi

#### Classifica Gruppo H
| Pos. | Squadra                | Pt | G | V | N | P | GF | GS | DR |
| ---- | ---------------------- | -- | - | - | - | - | -- | -- | -- |
| 1.   | Boca Juniors           | 7  | 3 | 2 | 1 | 0 | 6  | 1  | +5 |
| 2.   | Libertad               | 6  | 3 | 2 | 0 | 1 | 5  | 5  | 0  |
| 3.   | Caracas                | 4  | 3 | 1 | 1 | 1 | 6  | 6  | 0  |
| 4.   | Independiente Medellín | 0  | 3 | 0 | 0 | 3 | 3  | 8  | -5 |

#### Risultati
| Arbitro: | Esteban Ostojich |

|               |           |           |
| 55’ Hernández | Marcatori | Ábila 25’ |

| Arbitro: | Guillermo Guerrero |

|                                   |           |  |
| 35’ Salvio 57’ Salvio 72’ Reynoso | Marcatori |  |

| Arbitro: | Rodolpho Toski |

|  |           |                      |
|  | Marcatori | Salvio 6’ Salvio 84’ |

| Medellín 24 settembre 2020, ore 19:00 UTC-5 4ª giornata | Independiente Medellín | – | Boca Juniors | Stadio Atanasio Girardot |

| Buenos Aires 29 settembre 2020, ore 21:30 UTC-3 5ª giornata | Boca Juniors | – | Libertad | Stadio Alberto José Armando |

| Buenos Aires 22 ottobre 2020, ore 21:30 UTC-3 6ª giornata | Boca Juniors | – | Caracas | Stadio Alberto José Armando |

## Statistiche

### Statistiche di squadra
| Competizione            | In casa | In casa | In casa | In casa | In casa | In casa | In trasferta | In trasferta | In trasferta | In trasferta | In trasferta | In trasferta | Totale | Totale | Totale | Totale | Totale | Totale | DR  |
| Competizione            | G       | V       | N       | P       | Gf      | Gs      | G            | V            | N            | P            | Gf           | Gs           | G      | V      | N      | P      | Gf     | Gs     | DR  |
| ----------------------- | ------- | ------- | ------- | ------- | ------- | ------- | ------------ | ------------ | ------------ | ------------ | ------------ | ------------ | ------ | ------ | ------ | ------ | ------ | ------ | --- |
| Primera División        | 12      | 7       | 4       | 1       | 18      | 4       | 11           | 7            | 2            | 2            | 17           | 4            | 23     | 14     | 6      | 3      | 35     | 8      | +27 |
| Coppa Argentina         | 1       | 0       | 0       | 1       | 1       | 1       | 0            | 0            | 0            | 0            | 0            | 0            | 1      | 0      | 0      | 1      | 1      | 1      | 0   |
| Coppa Superliga 2020    | 0       | 0       | 0       | 0       | 0       | 0       | 1            | 1            | 0            | 0            | 4            | 1            | 1      | 1      | 0      | 0      | 4      | 1      | +3  |
| Coppa Libertadores 2019 | 3       | 2       | 1       | 0       | 3       | 0       | 3            | 2            | 0            | 1            | 1            | 2            | 6      | 4      | 1      | 1      | 4      | 2      | +2  |
| Coppa Libertadores 2020 | 1       | 1       | 0       | 0       | 3       | 0       | 2            | 1            | 1            | 0            | 3            | 1            | 3      | 2      | 1      | 0      | 6      | 1      | +5  |
| Totale                  | 17      | 10      | 5       | 2       | 22      | 5       | 17           | 11           | 3            | 3            | 25           | 8            | 34     | 21     | 8      | 5      | 50     | 12     | +37 |

### Statistiche individuali
Nota: Le statistiche riguardanti la Coppa Libertadores comprendono sia l'edizione 2019 che l'edizione 2020.
| Giocatore       | Primera División | Primera División | Primera División | Primera División | Coppa Libertadores | Coppa Libertadores | Coppa Libertadores | Coppa Libertadores | Altre coppe | Altre coppe | Altre coppe | Altre coppe | Totale   | Totale | Totale      | Totale     |
| Giocatore       | Presenze         | Reti             | Ammonizioni      | Espulsioni       | Presenze           | Reti               | Ammonizioni        | Espulsioni         | Presenze    | Reti        | Ammonizioni | Espulsioni  | Presenze | Reti   | Ammonizioni | Espulsioni |
| --------------- | ---------------- | ---------------- | ---------------- | ---------------- | ------------------ | ------------------ | ------------------ | ------------------ | ----------- | ----------- | ----------- | ----------- | -------- | ------ | ----------- | ---------- |
| R. Ábila        | 13               | 5                | 3                | 0                | 7                  | 2                  | 1                  | 0                  | 2           | 0           | 0           | 0           | 22       | 7      | 4           | 0          |
| J. Alonso       | 14               | 0                | 2                | 0                | 4                  | 0                  | 0                  | 0                  | 2           | 0           | 1           | 0           | 20       | 0      | 3           | 0          |
| A. Almendra     | 6                | 1                | 2                | 1                | 1                  | 0                  | 0                  | 0                  | 0           | 0           | 0           | 0           | 7        | 1      | 2           | 1          |
| E. Andrada      | 20               | -7               | 3                | 0                | 8                  | -3                 | 1                  | 0                  | 1           | -1          | 0           | 0           | 29       | -11    | 4           | 0          |
| G. Ávila        | 1                | 0                | 0                | 0                | 0                  | 0                  | 0                  | 0                  | 0           | 0           | 0           | 0           | 1        | 0      | 0           | 0          |
| J. Buffarini    | 20               | 0                | 4                | 1                | 4                  | 0                  | 1                  | 0                  | 1           | 1           | 0           | 0           | 25       | 1      | 5           | 1          |
| J. Campuzano    | 14               | 0                | 4                | 0                | 2                  | 0                  | 0                  | 0                  | 2           | 1           | 0           | 0           | 18       | 1      | 4           | 0          |
| N. Capaldo      | 13               | 0                | 5                | 1                | 6                  | 0                  | 1                  | 1                  | 2           | 0           | 0           | 0           | 21       | 0      | 6           | 2          |
| M. Díaz         | 3                | -1               | 0                | 0                | 0                  | 0                  | 0                  | 0                  | -1          | 0           | 0           | 0           | 2        | -1     | 0           | 0          |
| F. Fabra        | 17               | 2                | 6                | 1                | 1                  | 0                  | 0                  | 0                  | 1           | 0           | 1           | 0           | 19       | 2      | 7           | 1          |
| G. Fernández    | 7                | 1                | 2                | 0                | 2                  | 0                  | 0                  | 0                  | 1           | 0           | 0           | 0           | 10       | 1      | 2           | 0          |
| C. Izquierdoz   | 17               | 1                | 9                | 2                | 7                  | 0                  | 2                  | 0                  | 1           | 1           | 0           | 0           | 25       | 2      | 11          | 2          |
| J. Hurtado      | 14               | 2                | 3                | 0                | 1                  | 1                  | 0                  | 0                  | 1           | 0           | 0           | 0           | 16       | 3      | 3           | 0          |
| L. Jara         | 0                | 0                | 0                | 0                | 1                  | 0                  | 0                  | 0                  | 0           | 0           | 0           | 0           | 1        | 0      | 0           | 0          |
| L. López        | 14               | 1                | 3                | 0                | 4                  | 0                  | -1                 | 0                  | 1           | 0           | 0           | 0           | 19       | 1      | 2           | 0          |
| I. Marcone      | 14               | 0                | 8                | 0                | 6                  | 0                  | 3                  | 0                  | 1           | 0           | 0           | 0           | 21       | 0      | 11          | 0          |
| E. Más          | 5                | 0                | 1                | 0                | 7                  | 0                  | 2                  | 0                  | 1           | 0           | 1           | 0           | 13       | 0      | 4           | 0          |
| A. Obando       | 11               | 0                | 0                | 0                | 1                  | 0                  | 0                  | 0                  | 1           | 0           | 0           | 0           | 13       | 0      | 0           | 0          |
| E. Reynoso      | 18               | 1                | 4                | 0                | 6                  | 2                  | 1                  | 0                  | 1           | 0           | 0           | 0           | 25       | 3      | 5           | 0          |
| E. Salvio       | 17               | 6                | 1                | 0                | 6                  | 3                  | 0                  | 0                  | 2           | 1           | 0           | 0           | 25       | 10     | 1           | 0          |
| F. Soldano      | 13               | 2                | 1                | 0                | 3                  | 0                  | 0                  | 0                  | 0           | 0           | 0           | 0           | 16       | 2      | 1           | 0          |
| C. Tévez        | 17               | 9                | 2                | 0                | 5                  | 0                  | 2                  | 0                  | 1           | 0           | 0           | 0           | 23       | 9      | 4           | 0          |
| S. Villa        | 17               | 2                | 1                | 1                | 4                  | 0                  | 0                  | 0                  | 1           | 0           | 0           | 0           | 22       | 2      | 1           | 1          |
| M. Weigandt     | 3                | 0                | 1                | 0                | 4                  | 0                  | 2                  | 0                  | 2           | 0           | 0           | 0           | 9        | 0      | 3           | 0          |
| C. Zambrano     | 1                | 0                | 0                | 0                | 1                  | 0                  | 0                  | 0                  | 0           | 0           | 0           | 0           | 2        | 0      | 0           | 0          |
| M. Zárate       | 12               | 2                | 1                | 0                | 4                  | 0                  | 0                  | 0                  | 1           | 0           | 0           | 0           | 17       | 2      | 1           | 0          |
| D. De Rossi     | 5                | 0                | 1                | 0                | 1                  | 0                  | 0                  | 0                  | 1           | 1           | 1           | 0           | 7        | 1      | 2           | 0          |
| P. Goltz        | 4                | 0                | 1                | 0                | 1                  | 0                  | 1                  | 0                  | 0           | 0           | 0           | 0           | 5        | 0      | 2           | 0          |
| A. Mac Allister | 13               | 1                | 1                | 0                | 5                  | 0                  | 3                  | 0                  | 1           | 0           | 0           | 0           | 19       | 1      | 4           | 0          |
| N. Nández       | 0                | 0                | 0                | 0                | 1                  | 0                  | 0                  | 0                  | 0           | 0           | 0           | 0           | 1        | 0      | 0           | 0          |